# Sainte-Maure (Aube)
Sainte-Maure is een gemeente in het Franse departement Aube (regio Grand Est). De plaats maakt deel uit van het arrondissement Troyes. Sainte-Maure telde op 1 januari 2022 1.792 inwoners.

## Geografie
De oppervlakte van Sainte-Maure bedroeg op 1 januari 2022 20,92 vierkante kilometer; de bevolkingsdichtheid was toen 85,7 inwoners per km².
De onderstaande kaart toont de ligging van Sainte-Maure met de belangrijkste infrastructuur en aangrenzende gemeenten.

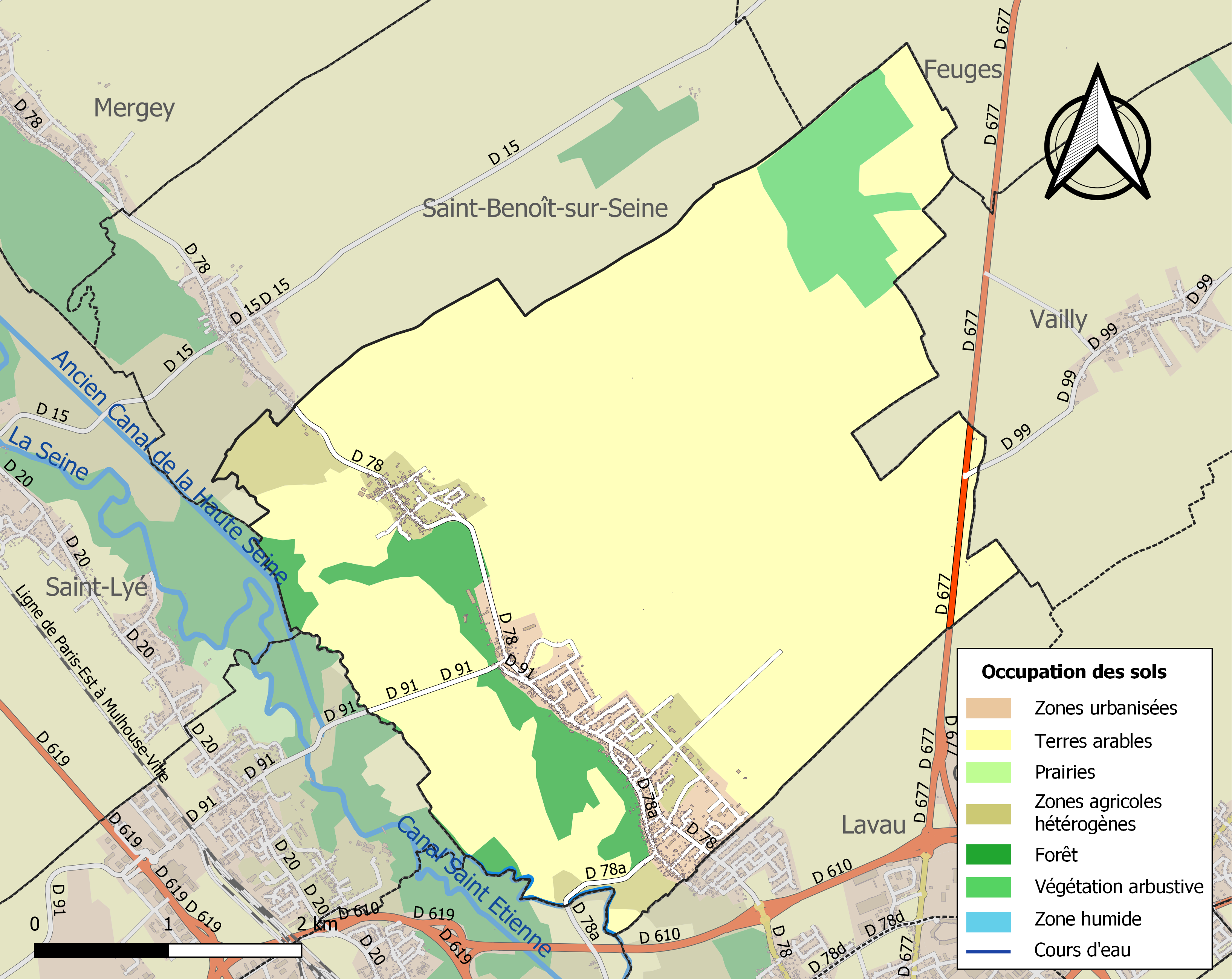

## Demografie
Onderstaande figuur toont het verloop van het inwonertal (bron: INSEE-tellingen).

Vanwege een beveiligingsprobleem met de MediaWiki Graph-software is het momenteel niet mogelijk deze grafiek weer te geven. Zodra de software is bijgewerkt zal de grafiek vanzelf weer zichtbaar worden.